# Yamaha Slider
Lo Yamaha Slider è uno scooter prodotto dalla casa motociclistica giapponese Yamaha Motor.

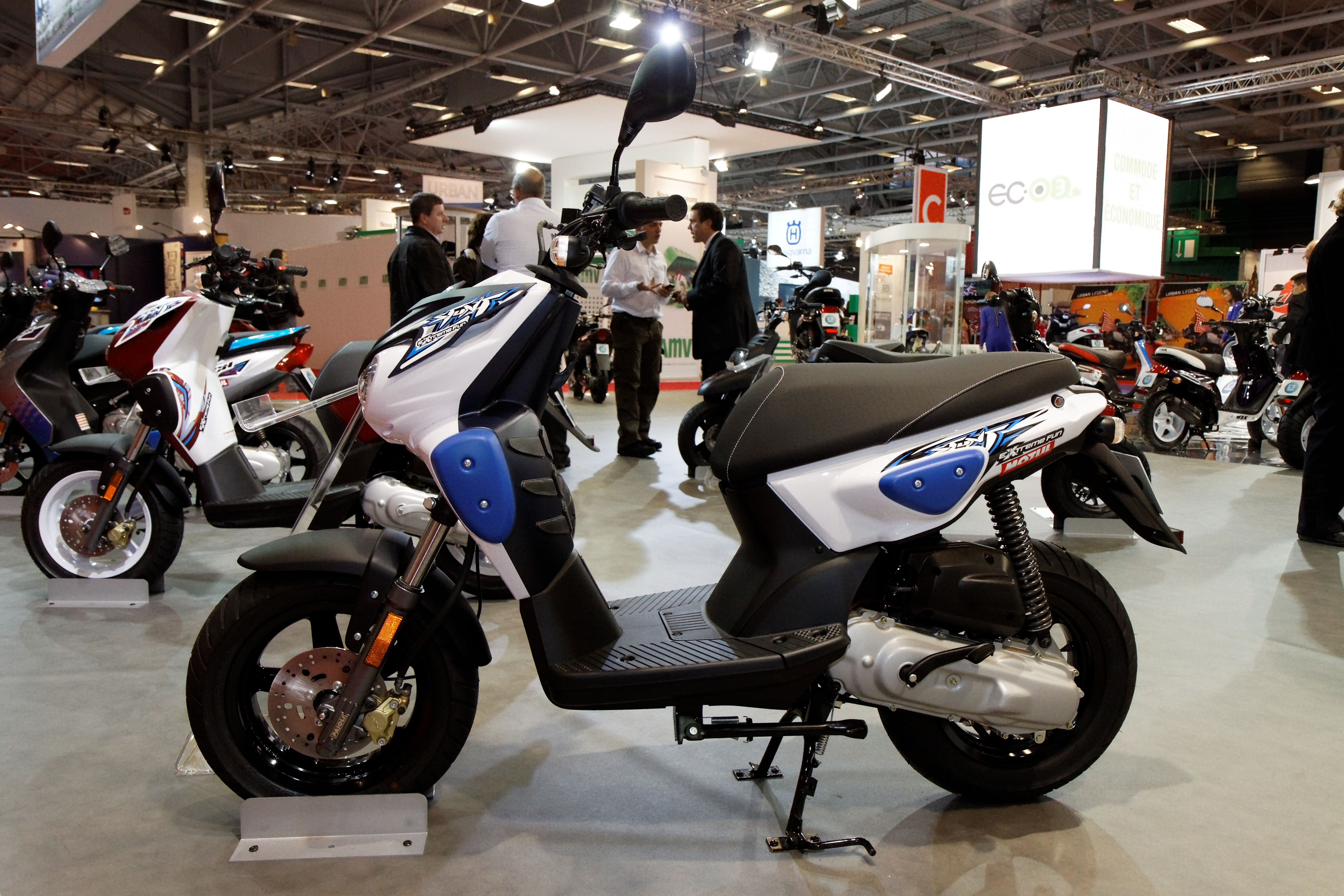
MBK Stunt

È stato costruito in Francia e commercializzato in diverse nazioni, con la denominazione della consociata MBK come MBK Stunt.

## Descrizione
Monta un motore a due tempi da 49 cm³ raffreddato ad aria, che eroga 2,5 kW (3,4 CV). La ruota anteriore è dotata di un singolo freno a disco, mentre la ruota posteriore di un freno a tamburo. Può essere messo in moto sia con avviamento elettrico che a pedale.
Il serbatoio contiene 6,5 litri di carburante. L'olio per il motore si trova in un serbatoio separato da 1,1 litri e viene aggiunto miscelato automaticamente al carburante con un rapporto di 1:72.Lo scarico era dotato di marmitta catalitica.
A differenza della maggior parte degli scooter, lo Slider non ha un vano portacasco sotto la sella, ma è comunque possibile agganciare un portapacchi e un bauletto posteriore.
Durante la sua commercializzazione, lo Slider era lo scooter più economico offerto da Yamaha e si differenziava dagli altri modelli soprattutto per il suo design e la costruzione relativamente semplice. 
Nel 2008 è stato oggetto di una campagna di richiamo per un difetto al tubo dei freni anteriori.